# Jason Kessler
Jason Eric Kessler, né le 22 septembre 1983, est un nationaliste blanc néonazi américain. Activiste de l'alt-right, il est partisan de la théorie du complot juif,,,.
Jason Kessler est connu pour avoir coorganisé la Manifestation « Unite the Right » à Charlottesville en août 2017 et la manifestation anniversaire « Unite the Right 2 » à Washington en août 2018.

## Biographie
Né le 22 septembre 1983, Jason Kessler voit ses parents divorcer autour de sa dixième année. Son père Éric est plus tard marié à une femme noire. Éric Kessler se considère chrétien et vingt ans avant les événements de Charlottesville fait du bénévolat pour encadrer un groupe de jeunesse chrétienne dans lequel se trouve Heather Heyer.
Jason Kessler est diplômé d'un Bachelor des Arts de psychologie de l'Université de Virginie en 2009. Avant de s'impliquer en politique, Kessler occupe des emplois modestes : laveur de vaisselle, technicien de salle de sport, conducteur de camion et homme à tout faire.
Des gens qui le fréquentent alors confirment qu'au moins jusqu'en 2013 il était sympathisant du parti démocrate, soutenait le président Barack Obama et le mouvement Occupy Wall Street à Charlottesville. Il se dit végétarien, athée et ne consomme ni drogue, ni alcool, mais justifiera par la suite certains comportements par l'effet de l'alcool et de médicaments.
Fin 2015 Kessler commence le blog JasonKessler.net. Le blog est utilisé pour publier un travail de fiction, Badland Blues, et un travail de poésie, Midnight Road,.
Le maire-adjoint et conseiller de Charlottesville Wes Bellamy (en), qui est aussi professeur dans une école secondaire, s'attire d'abord des critiques de Kessler quand il convoque une conférence de presse pour appeler à l’enlèvement de la statue équestre de Robert Edward Lee de Charlottesville en mars 2016. En novembre 2016, Kessler révèle des tweets obscènes et blessants de Bellamy. Début décembre 2016, Bellamy abandonne volontairement sa position d'enseignant. En décembre 2016, Kessler commence à faire circuler une pétition demandant que Bellamy démissionne ou qu'il soit relevé de ses fonctions au conseil municipal.
En janvier 2017, alors qu'il cherche à recueillir des signatures pour sa pétition, Jason Kessler est arrêté pour agression après avoir frappé au visage James Taylor, un habitant de Charlottesville. Jason Kessler plaide coupable en avril 2017 et est condamné à 50 heures de travail d'intérêt général. Ayant dans un premier temps déclaré sous serment que James Taylor l'avait frappé au visage, il est poursuivi pour parjure. Faisant valoir que la couverture médiatique « diabolisait » Kessler et rendrait impossible la composition d'un jury impartial, son avocat demande le dépaysement du procès, ce qui lui est refusé le 30 janvier 2018. Le 20 mars 2018, le procureur Robert Tracy et l'avocat de la défense Mike Hallahan passent la matinée pour trouver 12 jurés parmi 25 candidats, tâche difficile, beaucoup de jurés potentiels déclarant qu'ils ont une vision négative de Kessler. Dix hommes et trois femmes sont retenus. Deux sont asiatiques, les autres blancs. La plainte pour parjure est rejetée par le juge Cheryl Higgins le soir même, l'accusation n'ayant pas montré où le supposé délit aurait eu lieu. James Taylor poursuit Jason Kessler au civil et lui réclame 350 000 $. Le 24 avril 2018, Jason Kessler demande au juge Richard Moore plus de temps pour assurer lui-même sa défense et la confidentialité de son adresse, citant des menaces de mort et des inquiétudes sur la sécurité des membres de la famille avec lesquels il vit.
Le 11 février 2017, Corey Stewart (en), candidat à l'investiture républicaine pour le poste de gouverneur de Virginie organise une manifestation de défense de la statue du général Lee dans Lee Park (en).
Alors qu'il retransmet en direct la manifestation, Jason Kessler se fait piquer son téléphone par Sara Tansey. Celle-ci est poursuivie pour destruction de propriété. Le 23 octobre 2017, Sara Tansey, défendue par Jeff Fogel, est condamnée à une amende de 50 $ tandis que Joe Draego qui lui a repris le téléphone pour le rendre à Jason Kessler est condamné pour agression à payer 100 $.
En avril 2017, Kessler est sollicité pour écrire deux articles sur le site conservateur The Daily Caller. Il écrit un autre article en mai sur les premières protestations à Charlottesville concernant la statue de Lee. Kessler écrit aussi de nombreux articles anti-immigrants sur le site nationaliste blanc VDARE. Dans l'un de ses articles il prétend que le gouvernement financerait un prétendu « génocide de la race blanche ». Après avoir été contacté par ProPublica sur les liens de Kessler avec des groupes suprémacistes, The Daily Caller coupe ses liens avec Kessler et son rédacteur en chef Paul Conner justifie son jugement éditorial,.
Le 20 mai 2017, Jason Kessler déjeune avec trois amis à la terrasse d'un restaurant du centre ville quand ils sont entourés par un grand nombre de personnes qui leur scandent des slogans pendant plusieurs minutes. L'activiste Black Lives Matter Veronica Fitzhugh s'étant rapprochée à quelques centimètres de son visage pour lui hurler dessus, Jason Kessler appelle la police. Veronica Fitzhugh refuse de donner son nom aux policiers qui la détiennent brièvement. Lors du procès tenu le 2 février 2018, Jason Kessler déclare que Veronica Fitzhugh ne l'a pas agressé. Veronica Fitzhugh est condamnée par le juge Downer pour conduite désordonnée à 250 $ d'amende, dont 200 avec sursis,.
Le 1er juin 2017, une altercation a lieu dans le centre commercial du centre ville. Des activistes de Showing Up for Racial Justice entourent Jason Kessler et son copain Caleb Norris et les accablent de « nazis, rentrez chez vous ». Jason Kessler réprimande l'avocat Jeff Fogel pour l'avoir traité de « pleurnichard » en avril. Jeff Fogel porte ensuite la main sur Caleb Norris qui l'a appelé « merde de communiste ». Jason Kessler accuse l'avocat d'avoir bousculé son ami. Le juge Downer déclare Jeff Fogel non coupable en octobre 2017.
Kessler a été membre de l'organisation fraternelle masculine d'extrême-droite Proud Boys. Le fondateur des Proud Boys Gavin McInnes déclare qu'il a chassé Kessler du groupe une fois ses vues sur la race connues.
Après la manifestation d'août 2017, Jason Kessler quitte la ville pour retourner vivre chez son père.
Le 17 octobre 2017, Jason Kessler est mis en examen pour une nouvelle affaire. Il est suspecté d'avoir diffusé sur Twitter l'adresse du domicile de l'activiste transgenre Emily Gorcenski. L'accusation tombe le 18 janvier 2018, les indices sur le harceleur indiquant qu'il s'agit d'une personne distincte de Jason Kessler.
Le 18 avril 2018, Jason Kessler se fait suivre dans la bibliothèque de l'Université de Virginie aux cris de « du sang sur tes mains » et « meurtrier ». Kessler poste des vidéos de l'incident et déclare sur les réseaux sociaux qu'un des employés de la bibliothèque l'aurait dénoncé aux « harceleurs » et « fripouilles de l'Alt-Left ».
Le 25 avril 2018, Jason Kessler, qui n'est pas étudiant à l'UVA, retourne à la bibliothèque et rencontre la même opposition. Un des manifestants, Eric Martin, doctorant à l'Université Fordham, refuse de sortir et se fait arrêter par la police de l'université. L'université prend la décision de limiter à ses membres l'accès à la bibliothèque.
Dans la soirée du 26 avril 2018, l'Université de Virginie bannit Jason Kessler de ses installations et de son campus invoquant de nombreux rapports d'étudiants prétendant avoir été menacés sur internet, étant ciblés sur des critères protégés. L'université déclare que Jason Kessler aurait aussi intentionnellement induit la police de l'université en erreur lors de la marche aux flambeaux du 11 août 2017.
En août 2018, il déclare au journal Le Monde qu'il n'y a plus d'homme blanc au conseil municipal de Charlottesville omettant les deux femmes blanches, et précisant qu'il ne considère pas l'ancien maire juif comme blanc. Il explique avoir renoncé à unifier la droite et affirme prôner une « résistance totalement non violente dans l'esprit de Jésus Christ, Martin Luther King et Gandhi. »
Le 28 mars 2019, on apprend que Wes Bellamy ne se représente pas aux élections du conseil de Charlottesville. Il serait loin d'avoir obtenu le nombre de signatures nécessaires pour postuler dans la primaire démocrate.

## ManifestationUnite the right
Jason Kessler est l'un des coorganisateurs de la manifestation Unite the Right le 12 août 2017 à Charlottesville (Virginie). C'est une protestation contre l'enlèvement de la statue de Robert Lee, une cause que Kessler a adopté un an plus tôt lorsqu'il a commencé sa croisade contre Bellamy. Kessler a aussi participé à une plus petite manifestation contre l'enlèvement de la statue le 14 mai 2017 qui s'est terminée par une marche aux flambeaux. Lors de cet événement il a été arrêté pour refus d'obtempérer à l'ordre d'un policier. Le 11 juillet 2017, Kessler fait une apparition à l'hôtel de ville pour promouvoir son rassemblement, mais se démarque aussi d'un autre rassemblement tenu le 8 juillet 2017 par les Loyal White Knights du Ku Klux Klan.
Le 25 juillet, Kessler et la plupart des orateurs au programme du rassemblement sont décrits par l'Anti-Defamation League (ADL) comme étant des dirigeants de l'Alt-right. Le directeur de l'ADL déclare que Kessler a été listé à la fois pour ses déclarations et ses activités. Kessler répond en qualifiant l'ADL d'hypocrite pour « attaquer avec arrogance des blancs alors qu'elle supporte l'état ethnique d'Israël » et déclare qu'il est « heureux d'être considéré comme un ennemi par l'ADL ».
Le 7 août 2017, le directeur général des services municipaux Maurice Jones essaie de relocaliser le lieu de la manifestation d'Emancipation Park (en) vers McIntire Park. Il confirme que le Premier amendement autorise à manifester mais souligne que la ville doit protéger la sécurité publique. Le Rutherford Institute (en) et l'ACLU, deux associations de défense des libertés (classées à gauche), apportent à Jason Kessler une aide juridique (ce que fait l'ACLU « depuis près d'un siècle (...) pour des milliers de défilés », selon D. Cole, le directeur juridique de l'ACLU), afin de contester, au nom du Premier amendement, ce refus de manifester dans le lieu prévu. La veille du rassemblement, le 11 août 2017, le tribunal saisi (le United States District Court for the Western District of Virginia (en)), en la personne du juge Glen E. Conrad (en), autorise la manifestation à Emancipation Park.
La manifestation du 12 août tourne à la violence et aboutit à la mort d'une personne, quand la voiture d'un des participants fonce dans une foule de contre-manifestants.
Le 13 août 2017, Jason Kessler tente de tenir une conférence de presse devant l'hôtel de ville. Il désavoue la violence, déclare que c'est la haine contre les Blancs qui a nourri les évènements de la veille et en rejette la responsabilité sur les policiers de Charlottesville. Pris à partie par des contre-manifestants, il se fait vite chasser et doit se réfugier dans un poste de police,.
Robert K. Litzenberger, habitant à Charlottesville, est arrêté après avoir été vu crachant sur Jason Kessler. Phoebe Stevens, 35 ans, enseignante de français sous le nom de mademoiselle Lafroy, est arrêtée le 12 septembre pour agression. Leurs procès sont fixés au 17 novembre 2017, puis repoussés au 2 février 2018. Ils sont jugés en même temps que d'autres co-accusés, Jeffrey Matthew Winder, 49 ans, et Edgar Brandon Collins, 44 ans, tous les deux de Charlottesville, arrêtés durant la même semaine que Phoebe Stevens et accusés de coups et blessures. Phoebe Stevens est condamnée à 50 heures de travail d'intérêt général pour avoir plaqué Jason Kessler. Jeffrey Matthew Winder est reconnu coupable de lui avoir donné des coups de poing mais le juge suspend la peine de 30 jours d'emprisonnement. En appel Jeffrey Matthew Winder est de nouveau reconnu coupable le 4 septembre 2018, mais le jury propose de remplacer sa peine par une amende de 1$. Edgar Brandon Collins effectue un plaidoyer Alford et est condamné à 10 jours derrière les barreaux pour l'avoir frappé, mais la peine est suspendue. La cour reverra dans un an Kenneth Robert Litzenberger. Son accusation de crachat tombera s'il se comporte bien d'ici là. Phoebe Stevens qui avait fait appel de sa condamnation, conclut un accord avec le tribunal le 14 février 2019. La charge contre elle sera abandonnée si elle se conduit bien pendant 6 mois, effectue 100 heures de travaux d'intérêt général et présente des excuses. Elle présente des excuses pour avoir pris Jason Kessler dans ses bras. Celui-ci proteste qu'elle devrait présenter des excuses pour l'avoir taclé. Les charges contre Stevens sont abandonnées le 26 juillet 2019, celle-ci ayant achevé sa peine de travaux d'intérêt général.
Le 18 août 2017, un tweet est émis sur un compte appartenant à Kessler déclarant : « Heather Heyer était une grosse, répugnante communiste. Les communistes ont tué 94 millions de personnes. Il semble que l'heure du remboursement a sonné ». Le lendemain, Kessler renie le tweet et en fait porter la responsabilité sur l'Ambien, le Xanax et l'alcool. Il est critiqué pour ce tweet par d'autres nationalistes blancs dont Richard B. Spencer et Tim Gionet (en). Kessler supprime alors son compte Twitter.
Il est ciblé par une procédure judiciaire engagée contre les organisateurs et organisations ayant participé à la manifestation visant à leur interdire de manifester à nouveau à Charlottesville. Pour clore la procédure, il signe un accord le 11 juillet 2018, par lequel il s'engage à décourager activement la violence dans les futures manifestations.
Le 12 août 2019, il engage une procédure judiciaire contre la ville de Charlottesville estimant que sa liberté d'expression n'a pas été respectée en août 2017. Il prétend que l'inaction de la police a permis aux antifas d'empêcher lui et d'autres de parler.

## Organisation deUnite the right 2
Restant opposé au renommage du Lee Park en Emancipation Park, Jason Kessler effectue le 27 novembre 2017 une demande pour organiser une manifestation anniversaire les 11 et 12 août 2018 contre ce qu'il nomme « les violations des droits civiques par le gouvernement et l'échec à suivre les plans de sécurité pour les dissidents politiques ». Il essuie un refus le 13 décembre 2017. Le 7 mars 2018, assisté par l'avocat Elmer Woodard (défenseur de Christopher Cantwell), il poursuit la ville pour lui avoir par ce refus dénié les droits définis dans le 1er et le 14e amendements de la Constitution fédérale.
Jason Kessler envisage un plan B, se rendre sur le parc Lafayette devant la Maison-Blanche. Le 21 juin 2018, le service des parcs nationaux approuve une demande de permis pour un événement les 11 et 12 août 2018 qui est décrit comme un « rassemblement pour les droits civils des blancs » de 400 personnes.
Le 24 juillet 2018, il retire sa demande d'autorisation pour qu'une manifestation anniversaire se tienne à Charlottesville. Le 2 août 2018, il renonce à poursuivre la ville.
Des groupes radicaux, incluant des anarchistes, antifas et Black Lives Matter prévoient une contre-manifestation le 12 août 2018 de midi à 15 h sur la Freedom Plaza. Ils seront présents à quelques blocs de la manifestation des « droits civils blancs » qui doit commencer à 17 h 30 dans le parc Lafayette après une parade devant la Maison-Blanche à 17 h. Les permis de manifester sont accordés le 9 août 2018 à Jason Kessler et à la coalition A.N.S.W.E.R. (en), qui attendent respectivement 400 et 2000 manifestants, mais Jason Kessler ne rassemblera qu'une vingtaine de sympathisants.
Jason Kessler est interviewé le 10 août sur les ondes de la National Public Radio. Il affirme qu'il n'est ni un suprémaciste blanc, ni un nationaliste blanc, mais qu'il considère que les blancs sont le seul groupe à ne pas pouvoir s'organiser, non pas du fait de la loi, mais du fait d'une marque d'infamie et de la violence des antifas. Il ne veut pas de néo-nazis à la manifestation. Interrogé sur les races, il déclare que les tests d'intelligence sont assez clairs et qu'il semble que les Juifs ashkénazes ont la plus grande intelligence, puis les Asiatiques, ensuite les Blancs, ensuite les Hispaniques et les Noirs, tout cela avec une énorme variance selon les individus. Il pense que la rue est le dernier endroit où il a encore le droit de débattre, les compagnies privés comme YouTube ou Facebook ayant, selon lui, toute latitude pour le censurer.
Le 12 août 2018, les manifestants sont transportés dans un wagon sécurisé du métro de la station Vienna (en) en grande banlieue vers la station Foggy Bottom (en) débouchant sur la première rue à Washington. De là, ils marchent vers le square Lafayette, fortement escortés par des policiers à pied. Seuls vingt à trente manifestants accompagnent Jason Kessler. Certains se drapent dans la bannière étoilée. Certains se cachent le visage pour ne pas être reconnus. Plusieurs ne sont pas des Blancs. Après les discours, à 17 h, un orage éclate. Les manifestants sont évacués dans un van et déposés à la station Rosslyn (en) de laquelle il rejoignent la station Vienna, où ils sont accueillis par des policiers qui les escortent jusqu'à leurs voitures.
Kessler remercie la police pour avoir protégé son droit à la liberté d’expression et déclare que cela s'est tellement bien passé qu’il aimerait revenir. La police n'a à procéder qu'à une seule arrestation, celle du contre-manifestant John Andrew Mulligan, un homme ayant frappé un autre homme qui portait une casquette pro Trump. Pris avec une fronde sur lui, il est inculpé de voie de fait et de port d'armes puis libéré. La plupart des contre-manifestants quittent la manifestation après le départ de Kessler. Des antifas provoquent néanmoins des escarmouches avec les policiers à qui ils reprochent d'avoir protégé Kessler.